# Venezia F.C.
Venezia F.C. (prej Unione Venezia) je italijanski nogometni klub s sedežem v mestu Venezia v italijanski deželi  Veneto. Ustanovljen je bil leta 1907 in trenutno igra v Serie B, 2. italijanski nogometni ligi. 

## Klubske lovorike
- 1 Coppa Italia 1940/1941
- 2 Serie B 1961/1962, 1965/1966